# Erioptera carior
Erioptera carior är en tvåvingeart som beskrevs av Alexander 1920. Erioptera carior ingår i släktet Erioptera och familjen småharkrankar. Inga underarter finns listade i Catalogue of Life.